# 1999年航空
此條目列出1999年發生有關航空運輸的事件。

## 事件

### 2月
- 2月1日：當時正在興建中的仁川國際機場交由仁川國際機場公社（朝鲜语：인천국제공항공사）營運。

### 5月
- 5月23日：德克薩斯州奧斯汀奧斯汀-伯格斯特國際機場啟用。
- 5月25日：海南省海口市海口美蘭國際機場啟用，原有的海口大英山機場隨即關閉。
- 5月26日：香港國際機場第二條跑道啟用。

### 6月
- 6月10日：喀拉拉邦科契科欽國際機場啟用。

### 7月
- 7月10日：甲米府甲米喀比國際機場啟用。

### 9月
- 9月10日：江西省南昌市南昌昌北國際機場啟用，原有的南昌向塘機場改為軍用機場。
- 9月16日：上海市浦東新區上海浦東國際機場啟用。
- 9月30日：阿爾布魯克「馬可士A·吉拉伯特」國際機場（英语：Albrook "Marcos A. Gelabert" International Airport）啟用。

### 11月
- 11月1日：北京市北京首都國際機場2號航站樓啟用。
- 11月22日：阿克里州里約布蘭科里約布蘭科國際機場（英语：Rio Branco International Airport）啟用。
- 11月28日：東部省達曼法赫德國王國際機場啟用。